# قوبيون
القوبيون (الاسم العلمي: Gobius) هو جنس من الأسماك يتبع الفصيلة القوبيونية من رتبة قوبيونيات الشكل.

تعيش هذه الاسماك في المياه العذبة، المياه المسوسة، وفي مياه النظام البيئي البحري؛ التي تكون قبالة وما حول قارة أوروبا وقارة أفريقيا وقارة آسيا.

## أنواع سمك القوبيون
- قوبيون أحمر النقط
- قوبيون أسود
- قوبيون أصفر الرأس
- قوبيون خادع
- قوبيون ذهبي
- قوبيون مخطط
- قوبيون مداري
- قوبيون مقلم
- قوبيون نحيل
- قوبيون الصخور
- قوبيون عملاق
- قوبيون سالامانسا